# (8940) Yakushimaru
(8940) Yakushimaru est un astéroïde de la ceinture principale.

## Description
(8940) Yakushimaru est un astéroïde de la ceinture principale. Il fut découvert le 29 janvier 1997 à Ōizumi par Takao Kobayashi. Il présente une orbite caractérisée par un demi-grand axe de 2,93 UA, une excentricité de 0,04 et une inclinaison de 3,1° par rapport à l'écliptique.

## Compléments